# Stenogomphurus consanguis
Stenogomphurus consanguis – gatunek ważki z rodziny gadziogłówkowatych (Gomphidae). Występuje we wschodniej części USA; stwierdzony na terenie stanów: Tennessee, Wirginia, Karolina Północna, Georgia i Alabama.